# Pará (Costa Rica)
Pará è un distretto della Costa Rica facente parte del cantone di Santo Domingo, nella provincia di Heredia.
Pará comprende 3 rioni (barrios):
- Caballero
- Canoa
- Quebradas